# Palavras Cruzadas (álbum de David & Miguel)
Palavras Cruzadas é um álbum de David & Miguel, uma colaboração entre David Bruno e Mike El Nite. Editado em abril de 2021, de forma independente, é uma coleção de músicas românticas ancorada em paisagens portuguesas.

## Produção e inspiração
David e Miguel colaboraram pela primeira vez em "Interveniente Acidental", um dos singles retirados de Miramar Confidencial, álbum editado por Bruno em 2019. Na altura, a colaboração tinha corrido bem, mas o facto de os músicos morarem um no Porto e outro em Lisboa dificultou a continuidade. Pouco tempo depois, contudo, El Nite acabou por mudar-se para a cidade invicta e a reaproximação aconteceu.
A vontade do duo era de fazer um disco de música romântica que evocasse algumas referências da música ligeira portuguesa das décadas de 1980 e 1990, como Anjos, Graciano Saga, Tony Carreira, sobretudo de duplas masculinas como Miguel & André ou Lucas & Mateus (que, não sendo portugueses, foram bastante populares em Portugal nessas décadas). Assinada por Renato Cruz Santos e Tiago Barros da Silva, a capa do álbum é, aliás, uma referência ao álbum homónimo da dupla sertaneja.
O imaginário que construíram edifica-se sobre a produção de Bruno, mas ganhou uma sonoridade distintiva, graças à ajuda do Marco Duarte, mais conhecido como Marquito de Barcelos, com quem Bruno já trabalhara em discos anteriores. Na guitarra, especificamente nos solos que entrega, Duarte tem um estilo semelhante ao encontrado nas composições de Marante, também ele conhecido pelas suas canções enamoradas. O guitarrista tem, inclusivamente, um tema a solo no disco, intitulado "Momento Marquito".

## Música e lançamento
O primeiro avanço do disco saiu em março de 2021. Inspirados pelo ritual de férias no Algarve, segundo Miguel, a dupla quis sintetizar numa só canção "romantismo, lazer, Portugal e nostalgia". Assim, "Inatel" é também uma referência à fundação homónima, que mantém uma rede de instalações hoteleiras de preço acessível espalhadas por Portugal. Realizado por Francisco Lobo, o teledisco do single foi gravado no Inatel de Albufeira.
Durante a promoção do álbum, El Nite descreveu-o como um "disco com sabor a passatempo de férias, que são as palavras cruzadas". Com efeito, a dupla criou uma revista de palavras cruzadas para acompanhar o lançamento do disco, que chegou às plataformas digitais a 22 de abril. O álbum acabou por ser editado em vinil, em 2022, pela Lusofonia Record Club.
O sul de Portugal não é a única referência geográfica do disco. No relato de várias aventuras e desventuras amorosas, o duo lista uma série de locais, incluindo alguns destinos menos tradicionais: Passadiços do Paiva (na canção homónima), Atouguia da Baleia e o Baleal (em "Sónia"), e Frielas (em "H2ON"). No concerto de apresentação do disco, no Teatro Tivoli, Bruno referiu que "H2ON" foi a primeira canção que escreveu sobre a Grande Lisboa.

## Receção e reconhecimento
O álbum foi reconhecido pela crítica como um dos melhores discos portugueses desse ano, elencando listas de publicações como Altamont, Blitz, Comunidade Cultura e Arte, Rimas e Batidas ou, ainda, a estação de rádio pública Antena 3.

## Alinhamento
| N.º            | Título                | Duração |  |
| 1.             | "Passadiços do Paiva" | 3:26    |  |
| 2.             | "Sónia"               | 3:28    |  |
| 3.             | "Inatel"              | 3:19    |  |
| 4.             | "Dias de Varão"       | 3:50    |  |
| 5.             | "H2ON"                | 3:26    |  |
| 6.             | "Momento Marquito"    | 2:13    |  |
| 7.             | "Amor Pago"           | 3:54    |  |
| 8.             | "Rosa"                | 3:32    |  |
| Duração total: | Duração total:        | 27:11   |  |